# Thomas Heilman
Thomas Heilman, född 7 februari 2007 i Crozet, Virginia, är en amerikansk simmare.

## Karriär
Heilman är född och uppvuxen i Crozet, Virginia där han studerar vid och simmar för Western Albemarle High School. Hans äldre bror Matthew är också tävlingssimmare och tävlar för University of Virginia. Heilman har slagit 25 nationella rekord i olika åldersklasser och även tagit sex medaljer vid junior Pan Pacific-mästerskapen.
Vid VM i simning 2023 var han den yngsta deltagaren i det amerikanska laget. I  mästerskapet ingick han i det amerikanska lagkappslaget som tog guld på 4 x 100 meter medley. i juni 2024 placerade han sig på en andraplats i 100 meter fjärilsim vid de amerikanska OS-uttagningarna och kvalificerade sig därmed till OS 2024.